# Severo de Rávena

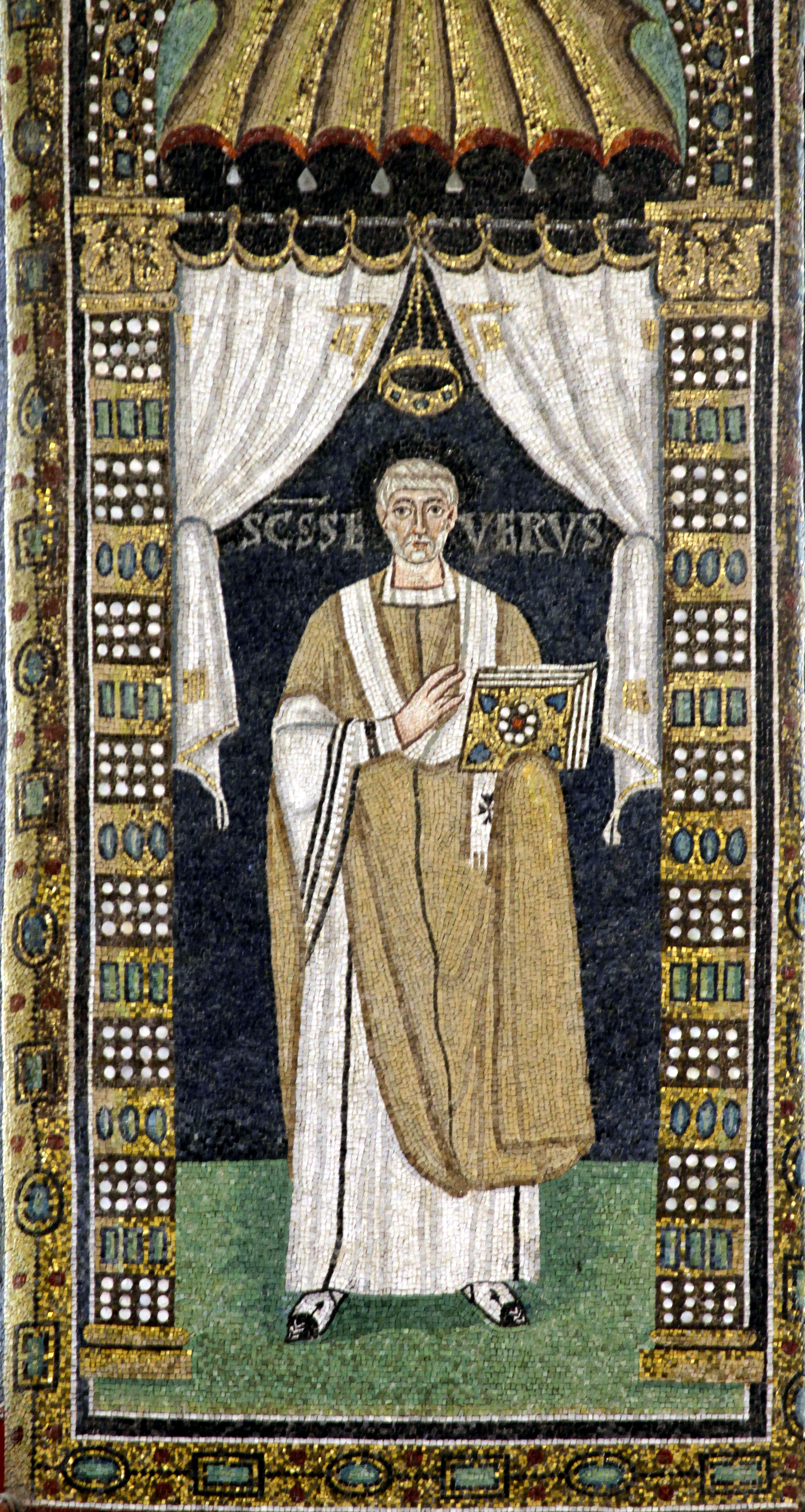
San Severo en los mosaicos de San Apolinar in Classe.

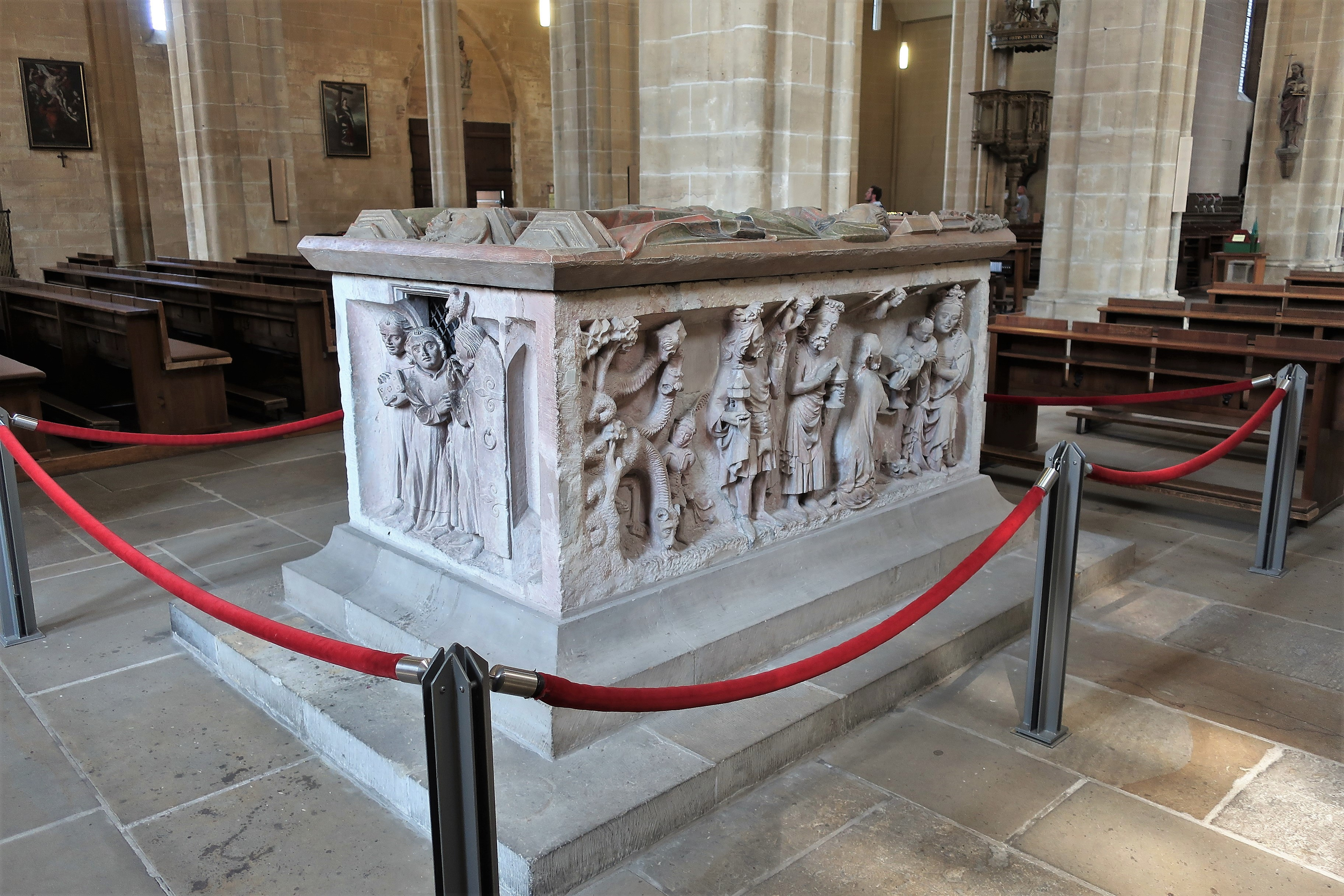
Sarcófago de San Severo en la iglesia de San Severo de Érfurt.

Severo de Rávena (Severus) fue obispo de Rávena durante el siglo IV.
Es el santo cristiano conocido como san Severo de Rávena, cuya festividad se celebra el 1 de febrero. Se le considera santo patrón de sombrereros, tejedores, otros oficios textiles y policías. Sus atributos son la paloma y el telar u otros instrumentos de tejedor. Su nombre se recoge en los primeros martirologios; aunque al haber un mártir llamado Severus que fue martirizado en Rávena en la época del emperador Maximiano, se le confunde con él.

## Vida
Según su hagiografía era un tejedor de lana que fue junto con su esposa, Vincentia, a presenciar la elección del sucesor del obispo Agapitus. Cuando llegó a la iglesia una paloma blanca se posó tres veces en sus hombros, lo que fue tomado por el pueblo como un signo de que debía ser elegido. En cuanto fue ordenado obispo, su mujer, Vincentia, y su hija, Innocentia, se hicieron monjas. Se le consideró un ejemplo de virtudes personales de un sacerdote casado.
Su ordenación debió ocurrir hacia el año 320, porque se recoge que rigió su cátedra episcopal durante unos veinte años hasta su muerte, posiblemente ocurrida el 1 de febrero de 344, al poco tiempo de su participación en el Concilio de Sárdica de 343. En otras fuentes se da una fecha de muerte mucho más tardía (hacia el año 389).
Fue enterrado en Classe, el antiguo puerto de Rávena.

## Reliquias y edificios
Andreas Agnellus, en su Liber Pontificalis Ecclesiae Ravennatis, menciona la fundación de una iglesia dedicada a San Severo en Classe y la posterior traslación de sus reliquias a un monasterio cercano dedicado a Rophilius, lo que debió ocurrir hacia el año 500. Severus está representado en los mosaicos de época de Justiniano I en la basílica de San Apolinar en Classe.
En la fiesta de Pentecostés del año 582, el arzobispo Juan II "Romanus" consagró en Classe una basílica de San Severo en su honor (destruida en 1820, fue objeto de excavaciones arqueológicas entre 1964 y 1967). Un sacerdote franco llamado Felix robó los restos de Severus, Vincentia e Innocentia y se los llevó a Pavía en algún momento anterior al año 836, cuando el obispo Otgar adquirió las reliquias y las trasladó a su sede en la ciudad alemana de Maguncia. De allí posteriormente pasaron a la Iglesia de San Severo (Erfurt), donde siguen hasta la actualidad.
Hay una iglesia parroquial de San Severo en la localidad alemana de Boppard. Tardorrománica del siglo XIII, se construyó sobre unas termas militares romanas. Conserva lápidas paleocristianas.